# Samuel Hoyos
Samuel Alejandro Hoyos Mejía (Bogotá, Colombia, 30 de mayo de 1984) es un psicólogo, sociólogo y político colombiano.
Hizo sus estudios en la Universidad Javeriana. Cursó su bachillerato en el colegio Gimnasio Moderno. En 2012 realizó una maestría en Acción Política de la Universidad Francisco de Vitoria, Rey Juan Carlos de España. En 2014 fue elegido el representante más joven por Bogotá con el partido Centro Democrático y en 2018 fue reelegido en la misma corporación con la segunda votación más alta del Centro Democrático en la capital del país.

## Biografía
Psicólogo y Sociólogo de la Universidad Javeriana, con Master en Acción Política Universidad Francisco de Vitoria y Rey Juan Carlos de España. Ha sido docente de postgrado en Ciencia Política de la Universidad Sergio Arboleda, de la cual su padre ha sido por más de 20 años decano, y del Colegio de Estudios Superiores de Administración CESA, donde actualmente se desempeña como profesor titular. Es columnista de El Nuevo Siglo.
Fue representante de agencia española de publicidad y comunicaciones en Colombia, y asesor de la Universidad Sergio Arboleda. Integró el Consejo Directivo de FEHES, organización no gubernamental, y de la Corporación Pensamiento siglo XXI.Tiene especial interés en los temas de educación y éste ha sido uno de sus principales campos de desarrollo profesional, a través de la creación y gestión de instituciones y programas universitarios, la docencia y el diseño de políticas públicas y proyectos de ley en ese sentido.

## Trayectoria Política
Fue asesor del exRepresentante Miguel Gómez Martínez en la Cámara de Representantes entre los años 2010-2014. Fue coordinador de la Revocatoria del Alcalde Gustavo Petro, como asesor de Miguel Gómez Martínez y para 2014 fue una de las figuras más visibles en la recolección de firmas para fundar el nuevo partido Centro Democrático.
Para las elecciones legislativas de 2014, Samuel Hoyos formó parte de la lista cerrada a la Cámara de Representantes por Bogotá del movimiento político Centro Democrático, que lidera el expresidente Álvaro Uribe; resultó elegido representante para el periodo 2014-2018 tomó posesión de su cargo el 20 de julio de 2014.
Durante el periodo 2014-2018 integró la Comisión Primera de Asuntos Constitucionales de la Cámara. Durante ese tiempo se destacó por su férrea oposición a los Acuerdos de Paz, al Fast Track y en general al gobierno de Juan Manuel Santos desde su curul en la Cámara. Fue ponente del Acto Legislativo 001 que le daba vida al Acuerdo de Paz y mediante sus debates pudo lograr consensos para modificar los puntos controversiales. Participó activamente con proposiciones en el Acto Legislativo de Equilibrio de Poderes y defendió sin éxito la eliminación de la comisión de acusaciones. También expuso la creación de la comisión de aforados constitucionales, planteó mantener el antejuicio político al Presidente de la República en el Congreso, continuando su juzgamiento en la Corte Suprema de Justicia.
Hace parte de la Comisión Legal que hace seguimiento al órgano electoral colombiano en Bogotá. Autor del Acto Legislativo por medio del cual se busca ajustar el Marco Jurídico Para la Paz, radicado el pasado 11 de septiembre en la Secretaría General de la Cámara.
Como Representante a la Cámara denunció la recompra de acciones de TGI donde los bogotanos perdimos 1.5 billones de pesos. Es uno de los casos más importantes para la ciudad que siguen sin respuesta por parte de los órganos de control. Asimismo, denunció el Cartel de la Toga, donde los magistrados vendían fallos judiciales pro cifras exorbitantes a los políticos más corruptos del país.
Entre mayo y junio del 2018 denunció al exsecretario de la JEP Néstor Raúl Correa por autorizar salidas del país a exguerrilleros de las FARC, sin tener competencias para ello, caso que aún está pendiente por resolver por parte de la Procuraduría. De la misma forma, pidió investigar a los magistrados de la JEP por extralimitarse en sus funciones al decretar su propio reglamento y al suspender la solicitud de extradición de Jesús Santrich por parte de los Estados Unidos.

## Trabajo como Congresista en Cámara
| Proyecto Ley | Proyecto Ley | Título |
| 2017         | PAL 031      | Por medio del cual se limita la reelección en los cuerpos colegiados de elección directa |
| 2016         | 161          | Por medio del cual se da un enfoque de salud pública a la problemática del consumo de drogas en Colombia y se dictan otras disposiciones.                                                              |
| 2017         |              | Por medio de la cual se establece un marco de acción frente a los choques simples y se dictan otras disposiciones.                                                                                     |
| 2017         | 199          | Por medio de la cual se crea el artículo 32A de la ley 105 de 1993, se regulan las cláusulas de eficiencia en el recaudo del peaje en los contratos de concesión vial y se dictan otras disposiciones. |
| 2017         | 200          | Por Medio Del Cual Se Introducen Algunas Disposiciones En Materia De Contratación Estatal. |

Durante la última etapa de su primer periodo en el legislativo, realizó el debate de control político sobre los recursos para la paz que órganos multilaterales habían donado para la implementación del Acuerdo con la guerrilla de las FARC.  Este debate contribuyó para que el fiscal Néstor Humberto Martínez destapara la gran red de intermediarios que se había configurado alrededor del Fondo Colombia en Paz.

## Activismo
En 2016 cuando el presidente Juan Manuel Santos decidió que la refrendación de los Acuerdos de Paz debía darse por el mecanismo del plebiscito, el representante Samuel Hoyos fue una de las figuras más visibles de la campaña del NO.